# Escuelas Públicas de New Bedford
Las Escuelas Públicas de New Bedford (New Bedford Public Schools, NBPS) es un distrito escolar de Massachusetts. Tiene su sede en el Paul Rodrigues Administration Building en New Bedford. El consejo escolar tiene el alcalde de New Bedford (el presidente ex-officio), un vicepresidente, y cuatro miembros.